# Tu vuoi da me qualcosa
Tu vuoi da me qualcosa è un singolo di Vasco Rossi, contenuto nell'album Stupido hotel del 2001; il singolo è il sesto e ultimo ad essere pubblicato dall'omonimo album del 2001.
Il singolo è uscito nell'estate del 2002 ed è stato l'ultimo singolo pubblicato dall'album Stupido hotel.

## Formazione
- Vasco Rossi - voce
- Vinnie Colaiuta - batteria
- Randy Jackson - basso
- Luca Bignardi - programmazione
- Celso Valli - tastiera
- Michael Landau - chitarra acustica, chitarra elettrica